# Raça Pura
Raça Pura est un groupe brésilien de pagode baiano, originaire de Salvador, Bahia.

## Histoire
Le groupe se fait connaître par la chanson O pinto de leur album studio éponyme O pinto, sorti en 1999 et certifié disque d'or pour plus de 100 000 exemplaires vendus au Brésil,. À l'époque, le groupe était géré par une société appartenant au footballeur Edílson Capetinha,,,. 
Le groupe se sépare en 2001. Loin de la gloire, le chanteur Denny Palma devient vendeur avec un salaire de 500 reais par mois et traverse une période de dépression de cinq ans,,.
Denny Palma, le seul membre à être resté depuis 1993, réintègre le groupe en 2019. 

## Discographie
- 1999 : O pinto (BMG)